# Hypericum aegypticum
Hypericum aegypticum es una especie de planta con flores de la familia del hipérico (Hypericaceae), originaria del Mediterráneo oriental. Fue descrita por Carl Linnaeus en el segundo volumen de su obra Species Plantarum en 1753, quien la nombró en referencia a Egipto, aunque no se encuentra distribuida allí. En inglés se la conoce comúnmente como shrubby St. John's wort (hipérico arbustivo) o Egyptian St. John's wort (hipérico egipcio). Como otros miembros de la sección Adenotrias, crece entre rocas de caliza en zonas costeras. Aunque en la isla de Malta se la ha clasificado como especie amenazada, no cuenta con protecciones legales.
Esta especie es un arbusto o arbustillo que puede alcanzar hasta 2 metros (6,6 pies) de altura, con muchas ramas, cada una con una pequeña flor de cinco pétalos amarillos y numerosos estambres. Sus hojas no tienen pelos (glabros), presentan glándulas densamente distribuidas y venas principales grandes. Se destaca por su heterostilia, un rasgo único dentro del género Hypericum exclusivo de la sección Adenotrias, y muestra dos tipos de flores heterostílicas: «pins» (alfileres) y «thrums» (borlas). Tiene tres subespecies que varían en distribución y composición fitoquímica.

## Descripción

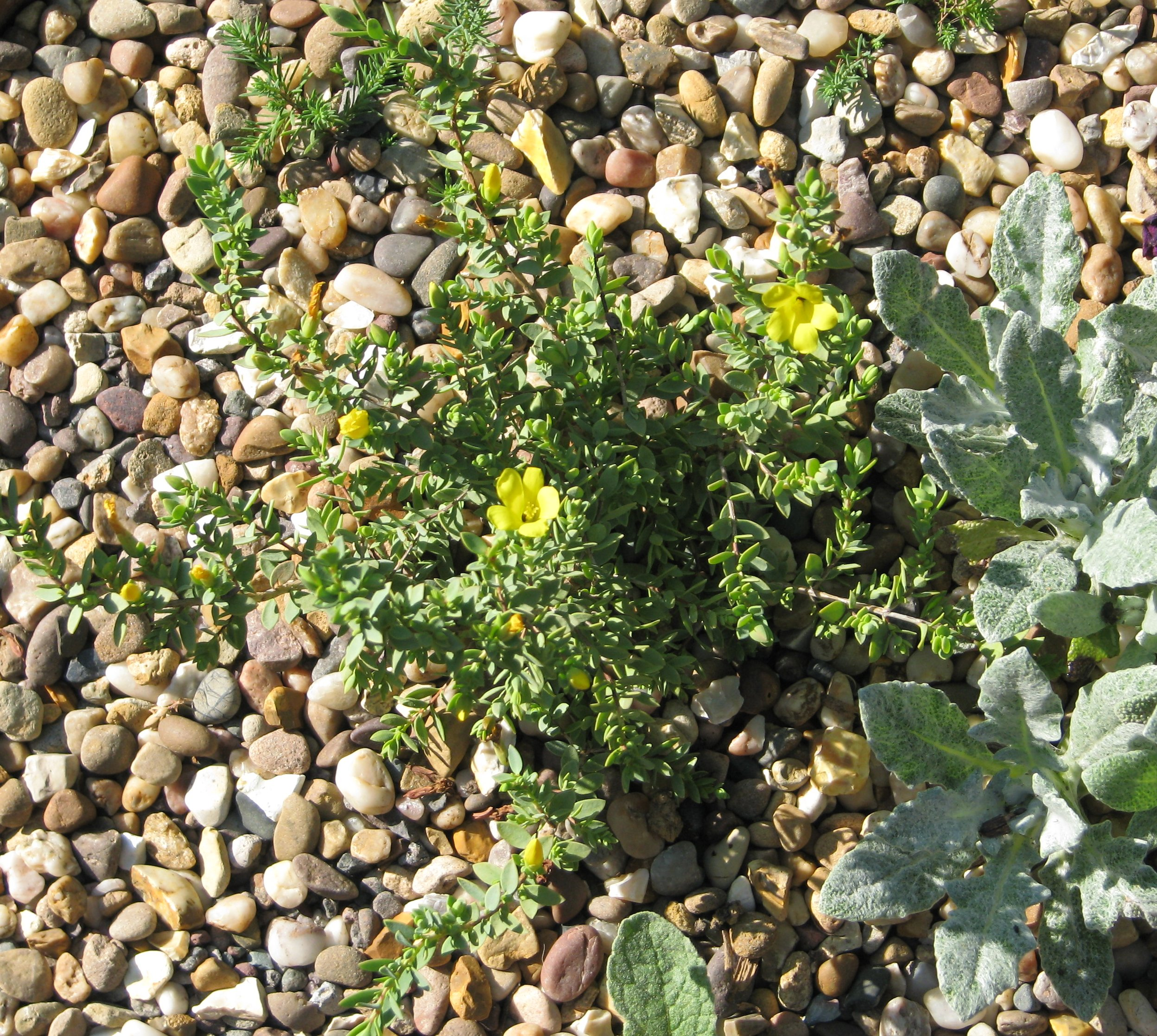
Hypericum aegypticum puede crecer de forma densa o extendida.

Hypericum aegypticum es un arbusto o arbustillo que varía entre 0,05 a 2 metros (0,2 a 6,6 pies) de altura. Crece de manera densa y extendida, con tallos que se proyectan desde el centro de la planta. Las ramas se extienden casi perpendiculares a estos tallos, aunque también pueden dispersarse en distintas direcciones. Su número de cromosomas es 2n=20.

### Tallos
Los tallos de Hypericum aegypticum suelen mostrar dos líneas visibles a lo largo de su longitud, aunque a veces pueden tener cuatro. Cuando la planta es joven, los tallos son más aplanados con dos bordes (ancipitosos), pero pronto se vuelven cilíndricos al madurar. En un corte transversal, su perfil es circular y carece de extensiones parecidas a alas. Tienen una densidad de vasos de unos dos por milímetro cuadrado, cada uno con 15 micrómetros de diámetro. Entre los nudos donde brotan las hojas (en los entrenudos), hay pequeñas estructuras similares a hojas, más cortas que las hojas verdaderas.
El xilema de los tallos, un tejido de transporte, difiere de otras especies similares de Hypericum. En H. aegypticum, el xilema es difuso, distribuido uniformemente por el tallo, mientras que en especies parecidas es anular-poroso y más denso en anillos concéntricos. Los tallos tienen dos estructuras secretoras: pequeños canales secretores en el floema y muchos canales secretores grandes en la corteza.

### Hojas
Las hojas de Hypericum aegypticum son libres y van de sésiles a cortamente pecioladas. Persisten unas dos temporadas. Sus láminas miden entre 3 a 18 milímetros de largo y 1 a 5 milímetros de ancho, con forma elíptica u oblonga estrecha. Tienen el mismo color que el resto de la planta y una textura parecida al cuero. El ápice puede ser de agudo a obtuso, y la base es cuneada. Las hojas carecen de pelos (tricomas) en ambas caras.
Cuentan con un par de venas laterales, y la nervadura central a veces se ramifica y es visible por debajo. Las venas principales son grandes, rectas y muy rígidas. Las venas secundarias se desprenden en ángulos agudos muy abiertos, y también hay algunas venas terciarias ramificadas.
Las glándulas laminares y marginales son densas. A diferencia de especies como H. perforatum, H. aegypticum no tiene nódulos negros en las hojas, sino glándulas translúcidas pequeñas de 54 por 45 micrómetros, ubicadas en el mesófilo.
La cara superior de las hojas tiene una epidermis de células con paredes lineales y esquinas redondeadas, con estomas rodeados de células más pequeñas. La cara inferior es similar, pero con más estomas. Ambas caras están cubiertas por una cutícula que se extiende incluso sobre las células oclusivas, haciéndolas difíciles de distinguir. Esta cutícula gruesa aumenta la impermeabilidad en zonas con depósitos incrustados.

### Inflorescencia
Hypericum aegypticum tiene flores únicas, con una inflorescencia terminal que crece desde unos cuatro axilas inferiores. Presenta ramas florales cortas tras una región «estéril» sin flores, brotando de unos once nudos diferentes. Sin embargo, algunas plantas carecen de esta región estéril y pueden tener flores o ramas florales en hasta veintidós nudos. La inflorescencia se asemeja a una espiga, con ramas más largas debajo de la zona floral. Las brácteas suelen estar ausentes, pero cuando aparecen son parecidas a hojas, con un cáliz envolvente y varios tipos de glándulas. Los pedúnculos son muy cortos o inexistentes.

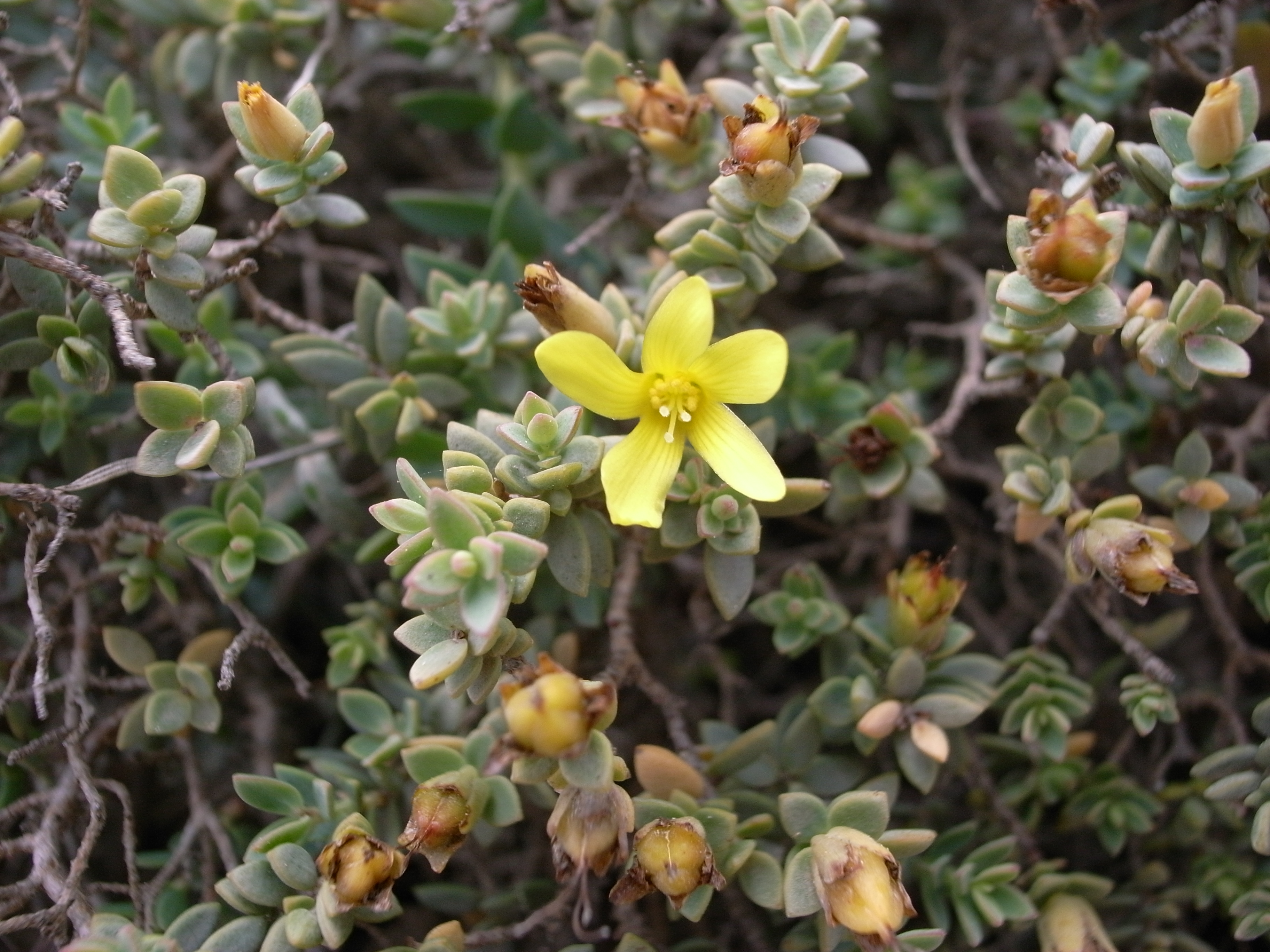
Los pétalos de Hypericum aegypticum pueden ser amarillo pálido o brillante y tienen cinco pétalos

Las flores de H. aegypticum miden entre 5 a 10 milímetros de diámetro. Los capullos tienen una forma estrecha entre oval y elíptica, que se afina hacia una punta redondeada. Los sépalos son verdes, de 3.5 a 5.5 milímetros por 1 a 2 milímetros, se superponen y no son exactamente iguales. Su forma varía de oblonga a elíptica, a veces lanceolada. Los extremos pueden ser redondeados, puntiagudos o obtusos. Los sépalos son como capuchas, rígidos y erectos, con unas nueve venas no ramificadas, nervaduras centrales prominentes y glándulas laminares lineales. Los pétalos van de amarillo brillante a un tono más pálido, midiendo entre 6.5 a 12 milímetros por 2 a 3 milímetros. Persisten en el fruto y son aproximadamente el doble que los sépalos.
Hay de 18 a 48 estambres por inflorescencia, con fascículos simples de 5-10 estambres y dobles de 5-29. Los filamentos de cada fascículo están unidos; los más largos miden 6,5 milímetros (0,3 plg) en individuos de estilo largo y 9 milímetros (0,4 plg) en los de estilo corto. Algunos fascículos de estambres son estériles, de 0,6-0,7 milímetros (0,02-0,03 plg) y con cima plana. Los ovarios miden 0.5 a 4 milímetros por 0.5 a 1 milímetro, son estrechos o muy estrechos y de agudos a truncados.
La cápsula de semillas mide 5-7 milímetros (0,2-0,3 plg) por 3-3,5 milímetros (0,1-0,1 plg), con forma de elipsoide cilíndrico a elipsoide ancho. Es más larga que los sépalos, con válvulas longitudinales y tubos de aceite. Las semillas son marrón oscuro, de unos 1,5 milímetros (0,06 plg) de largo, sin cresta longitudinal. La testa tiene pequeños surcos o arrugas lineales, y el elaiosoma suele ser lobulado.

#### Heterostilia

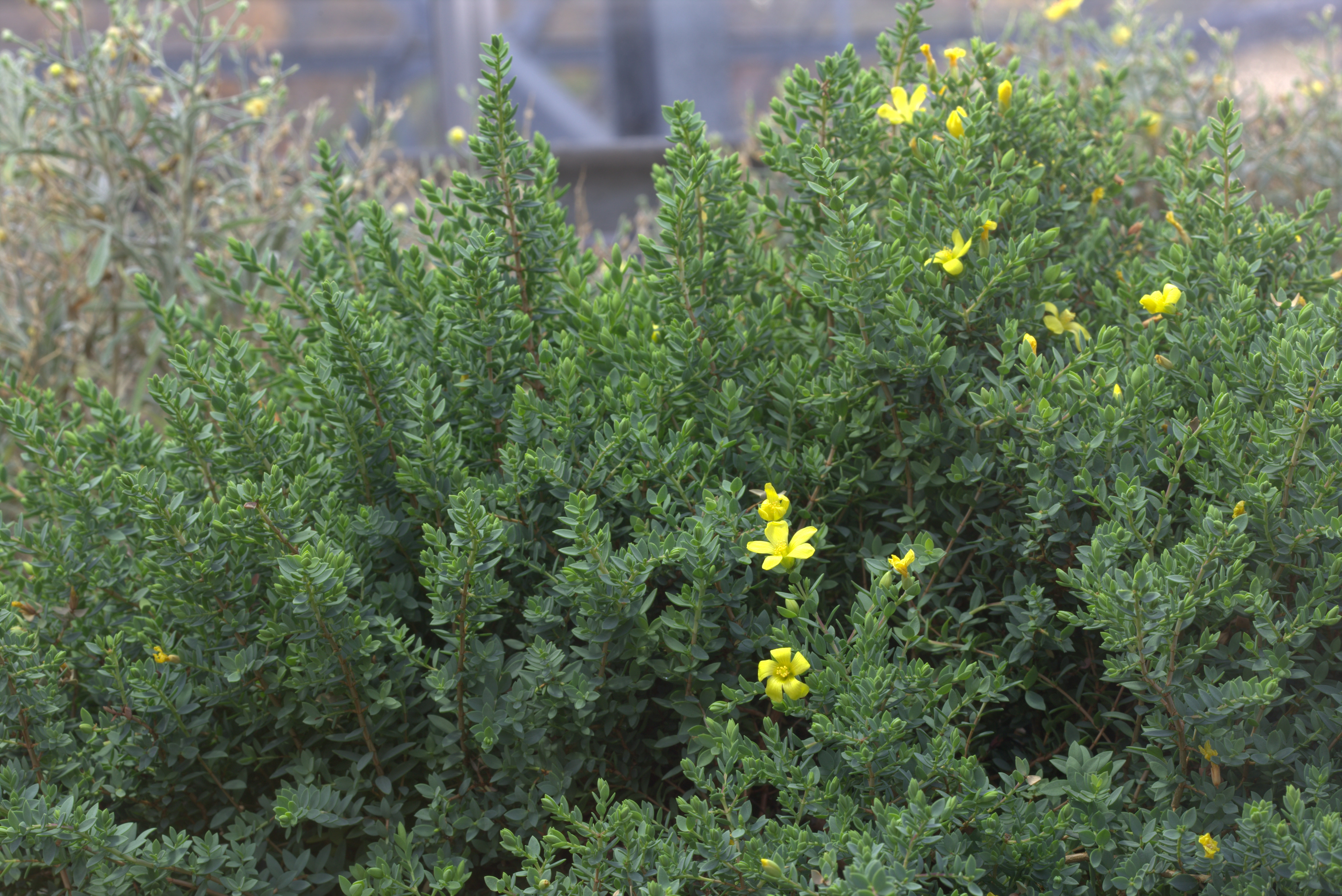
Hypericum aegypticum en el Jardín Botánico de Gotemburgo.

Cada planta de Hypericum aegypticum muestra uno de dos tipos de características florales, conocidas como distilia. Este polimorfismo se distingue por dos tipos de flores: unas con estilos largos y estambres cortos (llamadas «pins» o «alfileres»), y otras con estilos cortos y estambres largos (llamadas «thrums» o «borlas»). En esta especie, las flores «pins» producen y reciben más granos de polen que las «thrums», algo inusual, ya que no sigue el patrón esperado de la selección natural, donde las plantas con mayor producción y recepción de polen deberían predominar. Aunque las «pins» son más comunes en la naturaleza (con una proporción aproximada de 3 a 1 frente a las «thrums»), esto se debe a que el gen de las «pins» es dominante y el de las «thrums» recesivo, y la proporción 3:1 coincide con rasgos sin impacto en la reproducción.
La sección Hypericum sect. Adenotrias es la única en Hypericum que muestra heterostilia, y todas sus especies, incluido H. aegypticum, son distílicas. Se cree que este rasgo evolucionó dentro del género y no es primitivo, siendo una característica distintiva de la sección Adenotrias. En estudios de once géneros de angiospermas con distilia, todos menos Hypericum seguían el sistema genético de Primula, donde la forma «thrum» era dominante y la «pin» recesiva. Sin embargo, por razones desconocidas, en las especies de Hypericum parece ser al revés.

### Fitoquímica
La fitoquímica de Hypericum aegypticum varía mucho según la subespecie analizada. Las subespecies aegypticum, maroccanum y webbii difieren notablemente en los componentes principales de sus aceites esenciales, compartiendo solo tres: espatulenol, óxido de cariofileno y E-carofileno. El componente mayoritario de subsp. aegypticum es ishwarane (un sesquiterpeno), el de subsp. maroccanum es cariofileno, y el de subsp. webbii es pineno. Estas diferencias muestran que poblaciones morfológicamente distintas de H. aegypticum también varían fitoquímicamente. También hay pequeñas cantidades de otros metabolitos, como flavonoides (3,95 g/kg), biflavonas (1,45 g/kg), acilfloroglucinoles (1,15 g/kg), ácidos cinámicos (0,35 g/kg) y naftodiantronas (0,05 g/kg).
Extractos de aceite esencial de Hypericum aegypticum subsp. webbii mostraron efectos in vitro antimicrobianos moderados contra bacterias grampositivas como Bacillus subtilis, Enterococcus faecalis, Staphylococcus epidermidis y Micrococcus luteus.

## Distribución y hábitat

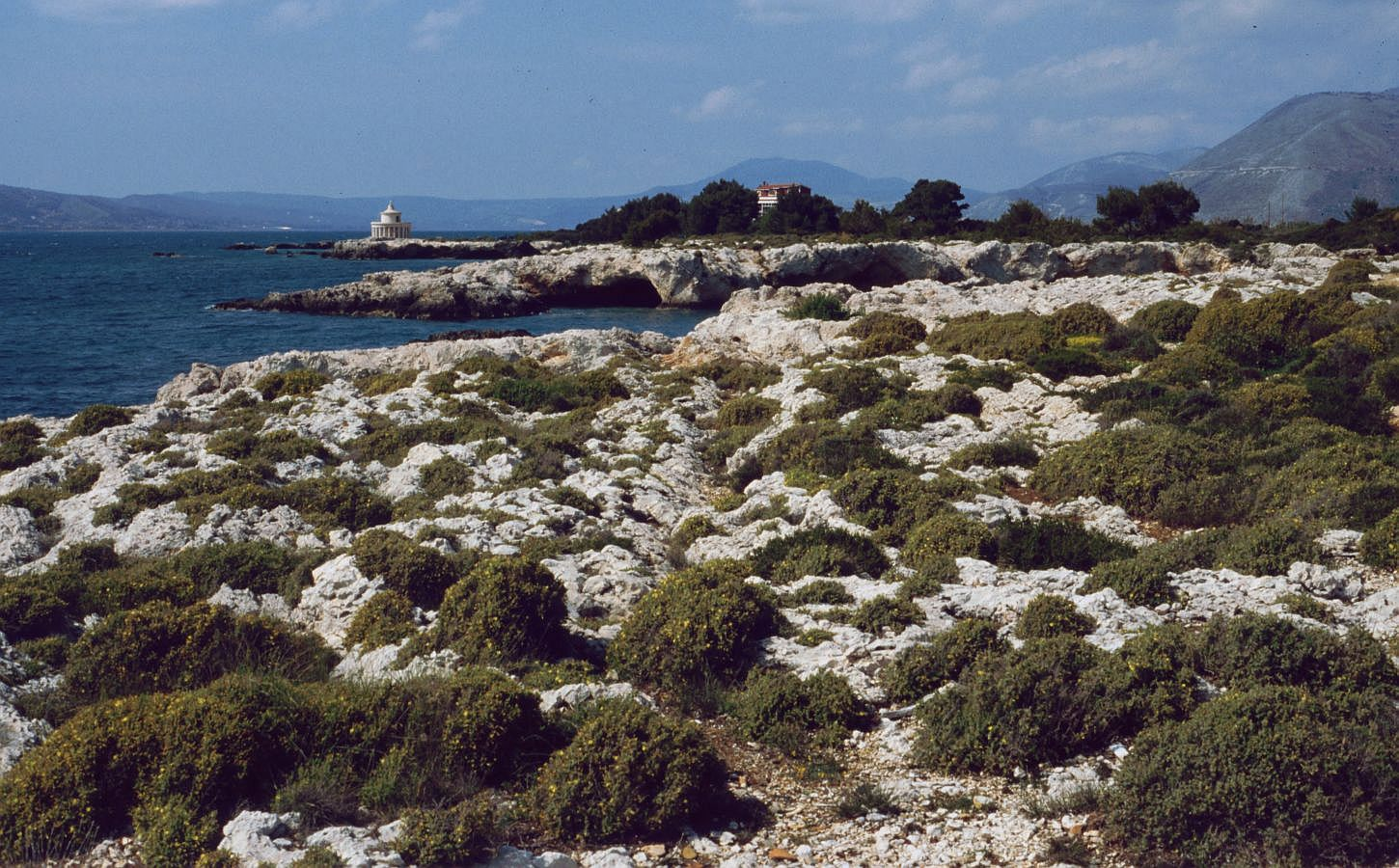
Hypericum aegypticum entre rocas calizas.

Hypericum aegypticum se encuentra con frecuencia en estado silvestre y es indígena de Malta, Grecia, Marruecos, Argelia y Libia. Sin embargo, su distribución en estos países es peculiar por estar muy fragmentada en varias poblaciones distintas. Las tres subespecies se dividen entre estas poblaciones: H. aegypticum subsp. aegypticum es nativa de Libia; subsp. maroccanum de Marruecos y Argelia; y subsp. webbii de Cerdeña, Sicilia, Malta y Grecia.
Se encuentra entre rocas de caliza y pedregal en valles de zonas costeras, a altitudes desde el nivel del mar hasta 1600 metros (5249,3 pies). En hábitats más expuestos al viento, la especie puede crecer en patrones densos como alfombras, a veces solo alcanzando 20-30 centímetros (8-12 plg) de altura. Sin embargo, prospera mejor en áreas soleadas y abiertas, sin competencia de otras plantas.
Aunque la Lista Roja de Especies Amenazadas de Malta la ha identificado como amenazada en la isla, hasta 2021 no se han tomado medidas legales para protegerla.

### Cultivo
Aunque Hypericum aegypticum no se cultiva ampliamente, está presente en jardines botánicos, como en un invernadero del Jardín Botánico de la Universidad de Oxford.

## Taxonomía

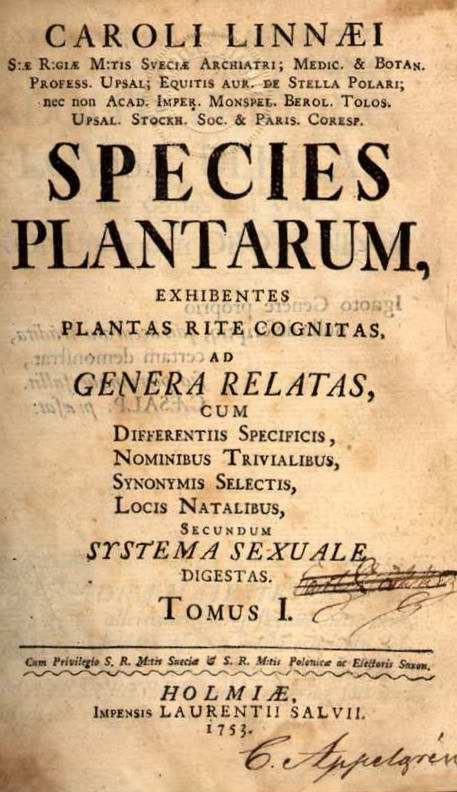
Hypericum aegypticum fue descrito por primera vez en Species Plantarum

Hypericum aegypticum fue descrito por Carl Linnaeus en el segundo volumen de Species Plantarum en 1753. En su descripción, él detalla su hábitat «egipcio», sus hojas a menudo emparejadas, su patrón de crecimiento y la forma de sus hojas. Sin embargo, aunque Linnaeus mencionó «Aegypto» y afirmó que su espécimen tipo provenía de Egipto, H. aegypticum no es nativo de ese país, y es probable que el ejemplar usado fuera de una población de Libia. Hoy se le llama en inglés Shrubby St. John's Wort (hipérico arbustivo) o Egyptian St. John's Wort (hipérico egipcio), y en Malta se conoce como Fexfiex tal-irdum.
Su clasificación dentro de Hypericum se resume así:
Hypericum
Hypericum subg. Hypericum
Hypericum sect. Adenotrias
Hypericum russeggeri
Hypericum aciferum
Hypericum aegypticum

### Historia
Tras la descripción de Linnaeus, varios botánicos identificaron la planta con nombres que hoy son sinónimos inválidos. Michel Adanson, en 1763, describió erróneamente la especie Hypericum elodes basándose en una supuesta descripción de Linnaeus en Species Plantarum de 1753, pero el nombre usado fue Hypericum aegypticum, por lo que su H. elodes es un sinónimo de H. aegypticum. La confusión con Elodes continuó, pero se restringió a H. elodes como lo definió Linnaeus. En el siglo XIX, las especies de Hypericum se dividieron en múltiples géneros nuevos. Antoine-Laurent de Jussieu las separó en cinco, incluyendo un Elodea confuso. Édouard Spach colocó H. aegypticum primero en Triadenia y luego en Adenotrias. Robert Keller redujo estos géneros a secciones dentro de Hypericum en 1925, reubicando H. aegypticum en sect. Adenotrias.
En 1996, el taxónomo británico Norman Robson publicó el sexto volumen de su monografía sobre el género Hypericum. En este volumen, Robson confirmó el nombre original de Linnaeus y mantuvo H. aegypticum en sect. Adenotrias, dentro de un nuevo marco de 36 secciones. Adenotrias incluye tres especies arbustivas de rocas calizas, muy diversas en apariencia. Sin embargo, las especies de esa sección fueron unidas debido a que compartían el rasgo de heterostilia.

### Filogenia
La filogenética molecular muestra que Hypericum aegypticum está más emparentado con H. balfourii y H. socotranum de sect. Campylosporus. Sin embargo, no hay evidencia concluyente para incluirlo en esa sección. También se halló que H. heterophyllum, aunque sin las especializaciones florales ni heterostilia de H. aegypticum, tiene similitudes, especialmente con subsp. maroccanum, sugiriendo que es un derivado que perdió esas características únicas de H. aegypticum y sect. Adenotrias.

### Subdivisión

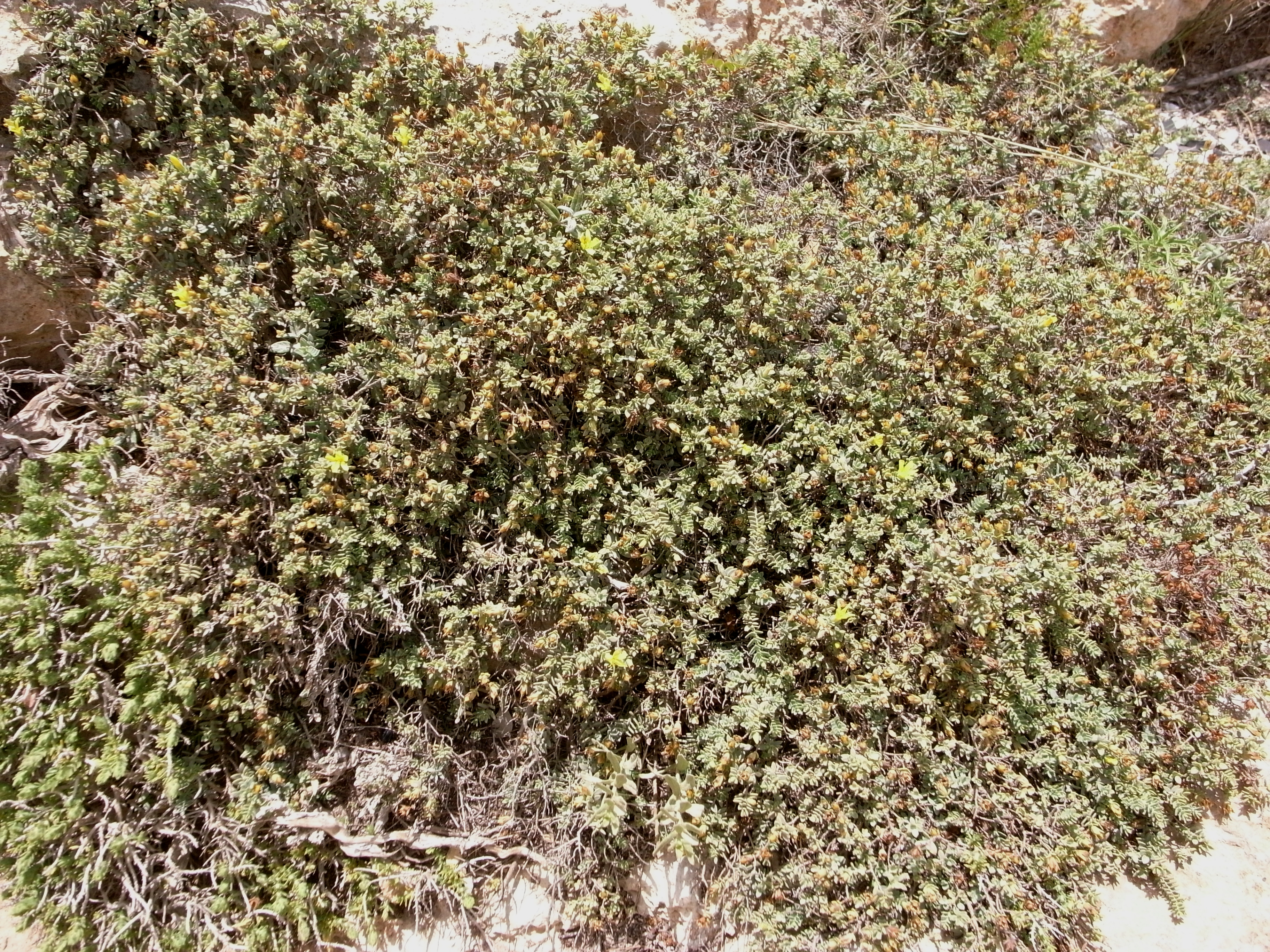
Hypericum aegypticum subsp. webbii

Según Plants of the World Online, se aceptan estas subespecies:
- Hypericum aegypticum subsp. aegypticum.
- Hypericum aegypticum subsp. maroccanum (Pau) N. Robson.
- Hypericum aegypticum subsp. webbii (Spach) N. Robson.

Además de sus distribuciones distintas, las subespecies varían ligeramente en apariencia. Subsp. maroccanum crece más erguida, subsp. webbii suele ser más alta y grande, y subsp. aegypticum tiene pétalos algo más cortos. Las ramas de maroccanum tienden a crecer hacia arriba, mientras que aegypticum forma un arbusto más bajo. Las hojas de maroccanum son notablemente más grandes que las de aegypticum o webbii.
Subsp. maroccanum fue descrita como variedad de H. aegypticum por Carlos Pau en 1932, y subsp. webbii como especie propia (Triadenia webbii) por Édouard Spach en 1836. Norman Robson las reclasificó como subespecies en 1993, estableciendo subsp. aegypticum para especímenes distintos de ambas.